# Mohammad Al-Ajmi
Mohammad Fahad Kh.M.J Al-Ajmi (ar. محمد العجمي; ur. 1994) – kuwejcki zapaśnik walczący w obu stylach. Piąty na mistrzostwach Azji w 2020. Czternasty w indywidualnym Pucharze Świata w 2020. Dwukrotny medalista mistrzostw arabskich w 2019 roku.